# 美国公园警察
美国公园警察（英語：The United States Park Police，縮寫USPP）是美国历史上最悠久的联邦执法部门，其主要职责和管辖范围包括美国国家公园管理局负责的华盛顿特区、旧金山、纽约市用地以及其他部分政府用地。除了对常见犯罪的预防、调查和对嫌疑人的拘捕等其他城市警察局职责外，美国公园警察还负责管理美国的许多知名纪念碑，并在美国国家公园管理局管理的区域内同国家公园巡守員（National Park Rangers）共享管辖权。该部门同时还为美国总统和到访贵宾提供安保。公园警察隶属于美国国家公园管理局，而后者则是美国内政部下设的局。

## 历史

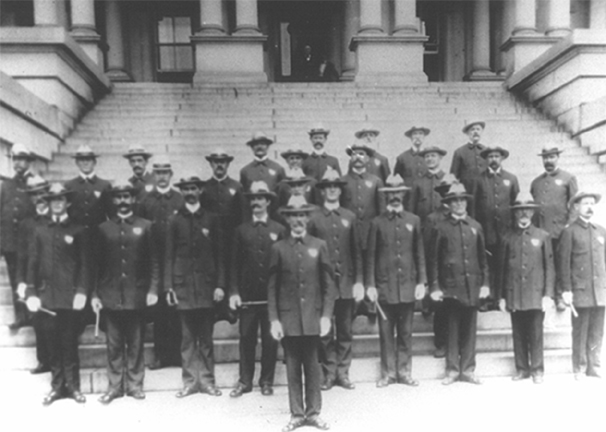
美国公园警察

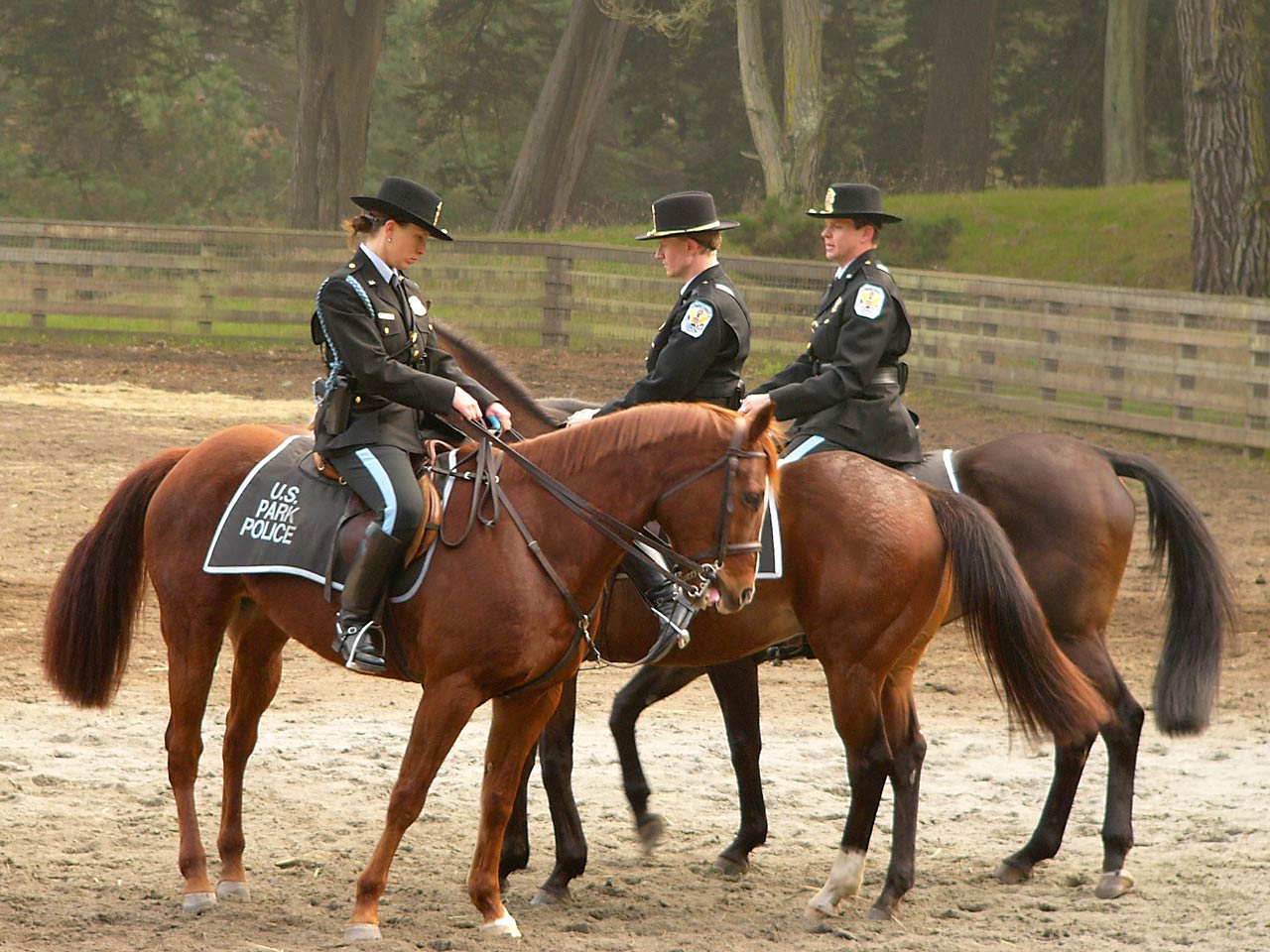
旧金山：骑在马上的美国公园警察

1791年，乔治·华盛顿组建了公园看守（Park Watchmen），负责保护哥伦比亚特区的联邦财产。1882年，公园看守获得了和华盛顿特区大都会警察局同样的权限与职责，1919年更名为美国公园警察。1929年，公园警察的权限范围首次突破华盛顿特区，现在，该部门目前主要负责位于纽约市的盖特韦国家休闲区（Gateway National Recreation Area），位于旧金山的金门国家休闲区（Golden Gate National Recreation Area），以及华盛顿特区及其周边的马里兰州和弗吉尼亚州部分郡的指定区域。这些指定地点包括：国家广场、匹克与俄亥俄运河（C&O Canal）流经该地的河段、位于弗吉尼亚的乔治·华盛顿纪念大道（George Washington Memorial Parkway）以及位于马里兰州且与之并行的克拉拉·巴顿大道（Clara Barton Parkway）。
在1849年以前，公园警察一直以联邦政府下属的独立部门身份运作，而在此之后，该部门被置于内政部管辖下。1867年，美国国会将其划归公共建筑与广场办公室（Office of Public Buildings and Grounds），受到美国陆军工程兵团首席工程师管辖。1925年，国会又将它划到独立出来的首都公共建筑与广场办公室下。当时警局由中校尤利塞斯·S·格兰特三世（Ulysses S. Grant III）领导，直接向美国总统汇报情况。1933年，富兰克林·罗斯福总统又将其转到美国国家公园管理局的管理之下。

## 职责

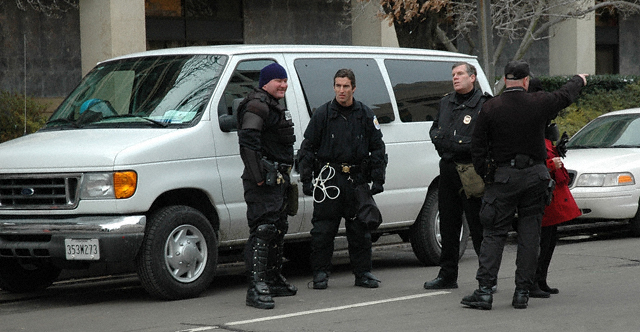
2005年1月，乔治·布什总统就职日当天，美国公园警察提供安保。

除了对常见犯罪的预防、调查和对嫌疑人的拘捕等其他城市警察局职责外，美国公园警察还负责管理美国的许多知名纪念碑，并在美国国家公园管理局管理的区域内同国家公园巡守員（National Park Rangers）共享管辖权。美国公园警察同时为美国总统和到访贵宾提供安保。此外，美国公园警察还负责监督为美国国家公园管理局在城市中的机构提供保安和巡逻服务的制服保安队（Uniformed Guard Force）。

## 警员招募
公园警察必须是年满21周岁的美国公民，且首次申请时年龄不得超过37岁。面试时，他们必须修满至少60分的大学学分或者在部队服役超过2年。在完成训练后，警官最初会被派遣到华盛顿特区，这里有美国公园警察的最大机构。他们必须先在佐治亚州格林科的联邦执法培训中心内受训。

## 图片展览

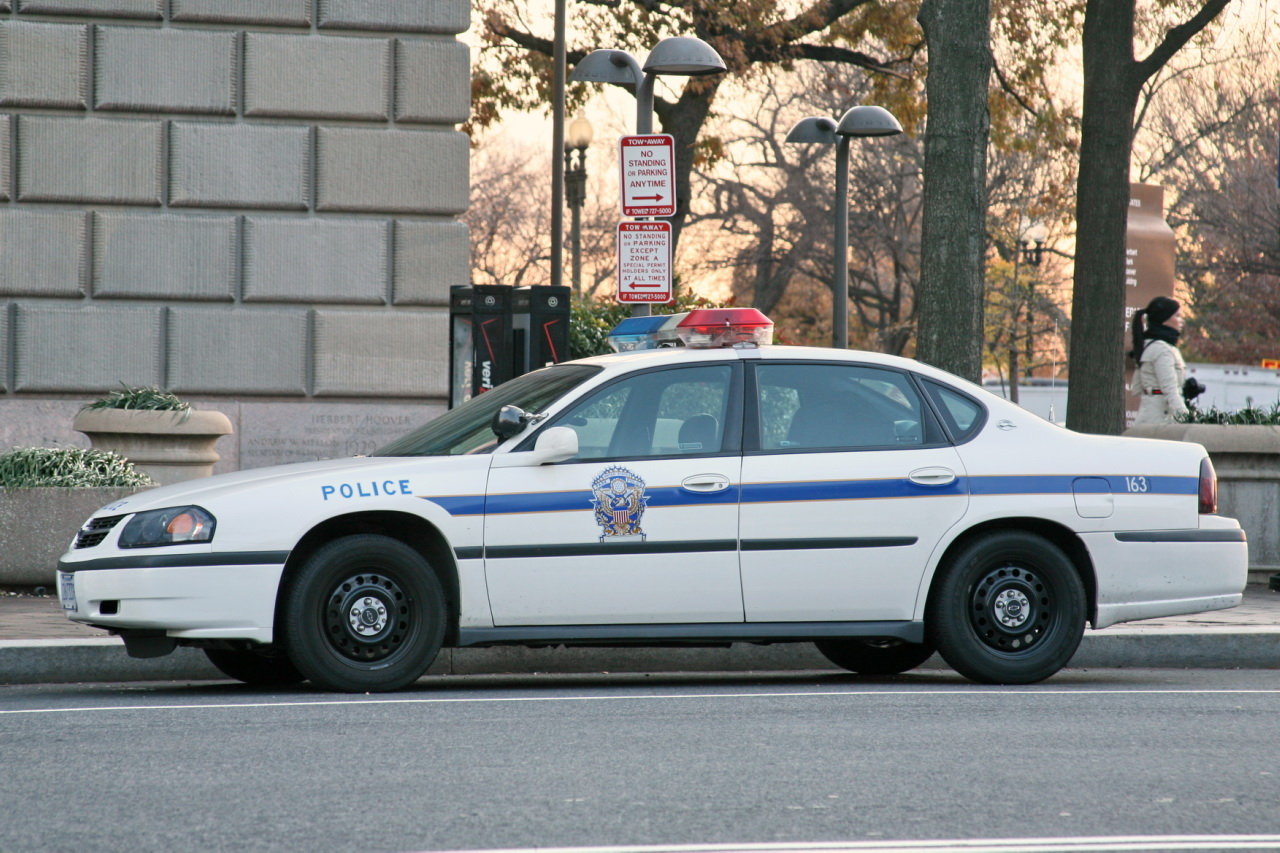
美国公园警察的警车
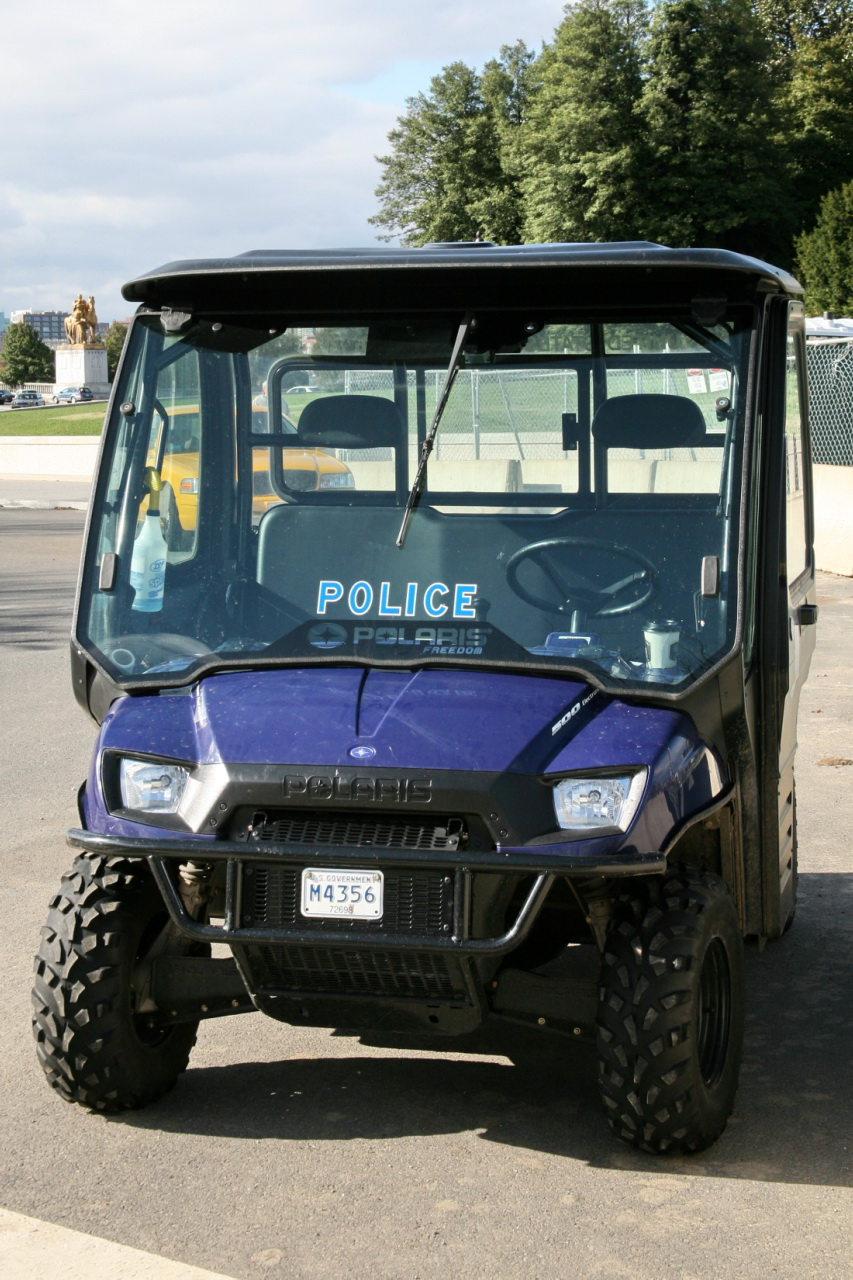
美国公园警察使用的越野车辆的正面照
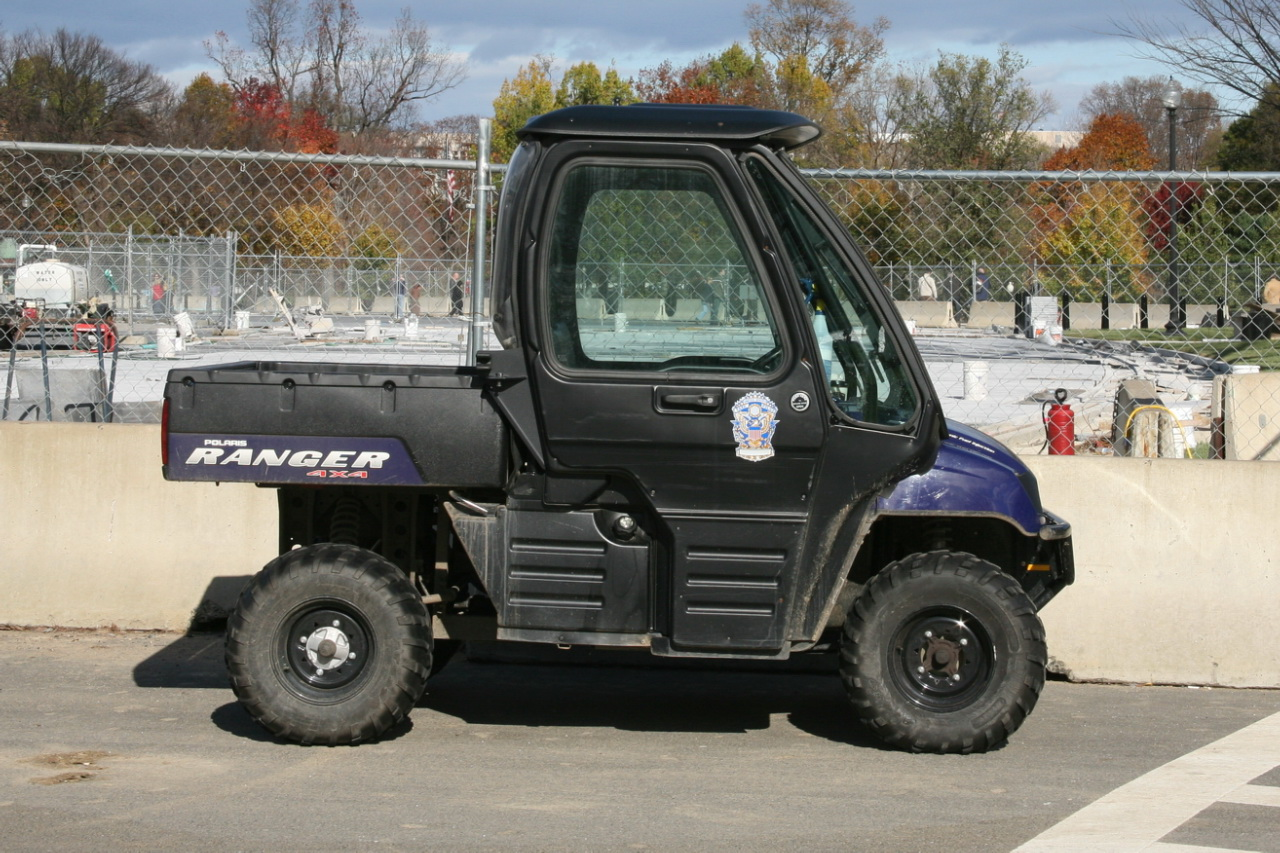
美国公园警察使用的越野车辆的侧面照